# Глен Ален (Мисури)
Глен Ален (енгл. Glen Allen) град је у америчкој савезној држави Мисури.

## Демографија
По попису из 2010. године број становника је 85, што је 60 (-41,4%) становника мање него 2000. године.
| Група             | 2000.       | 2010.      |
| Белци             | 126 (86,9%) | 82 (96,5%) |
| Афроамериканци    | 0 (0,0%)    | 1 (1,2%)   |
| Азијати           | 0 (0,0%)    | 0 (0,0%)   |
| Хиспаноамериканци | 6 (4,1%)    | 0 (0,0%)   |
| Укупно            | 145         | 85         |